# Iván Gil-Ortega
Iván Gil-Ortega (Madrid, 1977) es un bailarín español, se desarrolló en sus inicios profesionalmente en Cataluña, en la escuela de Joan Magrinyá y el Liceo de Barcelona. Más tarde se trasladó a su ciudad natal, donde estudió en la academia de Carmen Roche, finalizando su formación en la Escuela del Ballet de Stuttgart, ingresando con Marcia Haydée.
Precisamente con el Ballet de Stuttgart debutó en 1995, y fue bailarín principal de la misma de 2001 a 2007, pasó por el ballet de la Staatsoper Unter den Linden, y se incorporó, también como primer bailarín, en el Het Nationale Ballet de Ámsterdam. En los últimos años ha trabajado freelance en distintas compañías de danza de todo el mundo.